# シンガポールのトロリーバス
シンガポールのトロリーバスは20世紀半ばに35年以上、公共交通機関として提供されていた。1926年に路面電車から置き換え開業。1962年に運行を終了し、バスに置き換えられた。